# Alice McDermott
Alice McDermott, née le 27 juin 1953 à New York, est une femme de lettres américaine, romancière et nouvelliste.

## Biographie
Élevée dans la foi catholique, elle obtient en 1975 un baccalauréat de la State University of New York à Oswego et, en 1978, une maîtrise de l'université du New Hampshire.
Elle enseigne un temps à l'université de Californie à San Diego et à l'American University de Washington, avant de devenir professeur à l'université Johns-Hopkins de Baltimore.
Elle remporte le National Book Award en 1998 et l'American Book Awards en 1999 pour Charming Billy, ainsi que le National Book Critics Circle Award en 2014 pour Someone.
Son roman La Neuvième Heure (The Ninth Hour), sélectionné pour le Prix Femina étranger 2018, lui est attribué le 5 novembre 2018.

## Œuvres

### Romans
- A Bigamist's Daughter (1982)
- That Night (1987) Publié en français sous le titre Ce soir-là, traduit par Marianne Véron, Paris, Éditions Flammarion, coll. « Rue Racine », 1987, 215 p.  (ISBN 2-08-066104-3) ; réédition, Paris, J'ai lu, coll. « Roman » no 4392, 1997, 249 p.  (ISBN 2-290-04392-3)
- At Weddings and Wakes (1992) Publié en français sous le titre La Visite à Brooklyn, traduit par Marie-Odile Fortier-Masek, Paris, Éditions Quai Voltaire, 2006, 250 p.  (ISBN 2-7103-2808-9)
- Charming Billy (1998) Publié en français sous le titre Charming Billy, traduit par Marie-Odile Fortier-Masek, Paris, Éditions Quai Voltaire, 1999, 294 p.  (ISBN 2-9125-1711-7) ; réédition, Paris, 10/18, coll. « Domaine étranger » no 3298, 2001, 294 p.  (ISBN 2-264-03111-5) ; réédition, Paris, éditions La Table ronde, coll. « Petit Quai Voltaire », 2016, 299 p.  (ISBN 978-2-7103-8121-1)
- Child of My Heart (2002) Publié en français sous le titre L’Arbre à sucettes, traduit par Marie-Odile Fortier-Masek, Paris, Éditions Quai Voltaire, 2003, 239 p.  (ISBN 2-9125-2608-6) ; réédition, Paris, Gallimard, coll. « Folio » no 4224, 2005, 299 p.  (ISBN 2-07-031524-X)
- After This (2006) Publié en français sous le titre Ce qui demeure, traduit par Anouk Neuhoff, Paris, Éditions Quai Voltaire, 2007, 344 p.  (ISBN 978-2-7103-2918-3)
- Someone (2013) Publié en français sous le titre Someone, traduit par Cécile Arnaud, Paris, Éditions Quai Voltaire, 2015, 264 p.  (ISBN 978-2-7103-7139-7) ; réédition, Paris, Gallimard, coll. « Folio » no 6316, 2017, 302 p.  (ISBN 978-2-07-272360-5)
- The Ninth Hour (2017) Publié en français sous le titre La Neuvième Heure, traduit par Cécile Arnaud, Paris, Éditions de la Table Ronde, collection Quai Voltaire, 2018, 288 p.  (ISBN 978-2-7103-8564-6)
- Absolution (2023) Publié en français sous le même titre, traduit par Cécile Arnaud, Paris, Éditions de la Table Ronde, collection Quai Voltaire, 2024, 352 p.  (ISBN 979-10-371-1295-8)

### Nouvelles
- Enough (2000), en français : Jamais assez, Cécile Arnaud (traduction), La Table Ronde, 2020,  (ISBN 979-1037106551)[3]
- Someone (2012)
- Gloria (2014)
- These Short, Dark Days (2015)
- Home (2016)